# Рідна мова (роман)
«Рідна мова» (англ. Native Tongue) — це феміністичний науково-фантастичний роман американської письменниці Сюзетт Гейден Елджін, перша книга в її однойменній серії. Події трилогії розгортаються у майбутньому антиутопічному американському суспільстві, де в 1991 році була скасована 19-а поправка й жінки були позбавлені громадянських прав. Група жінок, яка входить до всесвітньої групи лінгвістів, котрі полегшують спілкування людини з чужорідними расами, створюють нову мову для жінок як акт опору. Елгін створила цю мову, Лаадан, а також матеріали для її розшифровки.

## Сюжет
|  | У нас не було наукових доказів вродженої ментальної неповноцінності жінок. Лише з завершенням посмертних досліджень лауреата Нобелівської премії Едмунда О Гаскілла та Яна Браянта Нідерланда із Массачусетського технологічного інституту в 1987 році ми нарешті отримали докази, і нам сказали, що ми працювали дуже швидко, щоб виправити минулі кривди, які були наслідком нашого незнання ... |

Незабаром чоловіки при владі приймають інші закони, які повністю заперечують права жінок, тепер визначені як неповнолітні в очах закону, і як торгове майно:
|  | Природні обмеження жінок становлять безпосередню небезпеку для добробуту держави, якщо вони не перебувають під ретельним та постійним наглядом відповідального громадянина. Усі громадяни жіночої статі законодавством вважатимуться неповнолітніми незалежно від їх біологічного віку. |

Через двісті років, у 22 столітті, жінки все ще перебвають в цьому негативному становищі, оскільки практика розповсюдилася в усьому людському суспільстві. Жінкам заборонено працювати на соціальному чи політичному рівнях, а робота поза домом також заборонена, за винятком обмежених та наглядових умов. Однією з областей, де жінок приймають на роботу, є сфера лінгвістики. На цьому етапі історії людство розселилося в космосі, створило там колонії і зустріло численні чужорідні раси. Необхідність спілкування з ними потребує більшої робочої сили, ніж існує, і для цього, власне, людське суспільство поділяється на «лінгвістів» та решту. У цьому контексті лінгвісти в компанії існують в «сім'ї», і кожна людина в сім'ї повинна знати принаймні одну чужорідну мову та кілька людських мов. Існує спеціальна програма розведення для «виробництва» лінгвістів просунутого рівня, згідно з якою таємна урядова програма, яка намагається прищепити навички спілкування з чужими у немовлят, через що немовлята помирають в муках.
Роман розповідає про життя Назарета, особливо геніального мовознавця. Вона є уродженкою лінгвістичної родини, і в дитинстві виявила вміння лінгвістичного кодування — тобто виявлення понять, не втілених у словах людських мов. Назарет живе в ще жорсткіших умовах, ніж це прийнято в суспільстві. Вона одружена з чоловіком, якого зневажає, і вона з нетерпінням чекає часу, коли зможе кинути роботу і жити в «безплідному домі», куди жінок відправляють помирати, коли вони вже не здатні мати дітей. Але коли вона потрапляє туди, вона з подивом виявляє, що жінки будинку працюють над тим, щоб створити нову мову, яка допоможе їм звільнитися від кайданів чоловіків. Кодування талантів Назарета постає центральним у розвитку нової мови.
У той же час інші групи жінок працюють над розробкою нової жіночої мови, яка дозволить їм говорити те, що вони завжди хотіли сказати, але існуючі людські мови цього не дозволяють. Вони очікують, що зміна мови відбудеться і в реальності.
Чоловіки зовсім не здогадуються про існування нової мови під назвою Лаадан. Вони вважають, що жінки розробляють іншу мову, «пананглійську», основи якої складаються з англійської мови, але це лише обкладинка, під прикриттям якої вони працюють.
Ще один рядок у сюжеті слідує за Мікаелою Лендрі, яка наполягає на законах суспільства по-іншому: вона вбиває свого жорстокого чоловіка, а потім під час роботи медичної сестри стає серійним вбивцею старих людей. Вона зупиняється, коли зустрічає жінок із безплідного будинку, і приєднується до них.
Роман завершується, коли Лаадан готовий до розкриття.

## Відгуки
Елгін сказала про книгу наступні слова:
|  | «Рідна мова» був запланований як уявний експеримент із обмеженням часу в десять років. Моя гіпотеза полягала у тому, що якби я побудувала мову, розроблену спеціально, щоб забезпечити більш адекватний механізм вираження сприйняття жінок, жінки (а) сприймуть її та почнуть використовувати її, або (б) сприймуть ідею, але не мову, й скажуть: «Ельгін, ти все зрозуміла неправильно!» й створють якусь іншу «жіночу мову», щоб замінити її. Минуло десять років, і нічого з цього не відбулося; Лаадану приділили дуже мало уваги, навіть незважаючи на те, що SF3 фактично опублікував його граматику та словник, а я видала касету, щоб піти з нею. Жодного разу будь-який феміністичний журнал (або жіночий журнал) не запитав мене про мову чи написав про це статтю. Клінгонська мова, яка настільки ж чоловіча, як ви могли уявити, справила величезний вплив на популярну культуру — є інститут, є журнал, були бестселери, граматики та касети, і т.д, і т.п.; нічого подібного не було з Лааданом. Тому моя гіпотеза виявилася неправильною, і висновок, який я роблю з цього, полягає в тому, що насправді жінки (під якими я маю на увазі жінки, які володіють літературною англійською, французькою, німецькою та іспанською мовами, на яких і був розрахована «Рідна мова») не знаходять людсбку мову неадекватною для спілкування. |

## Екранізація
Until Media придбала прав на трилогію й наразі працює над її екранізацією.

## Видання
- August 1984, United States, DAW Books, ISBN 0-87997-945-3 (paperback)
- October 2000, United States, The Feminist Press at the City University of New York (CUNY), ISBN 1-55861-255-6, (Hardcover)
- November 2000, United States, The Feminist Press at CUNY, ISBN 1-55861-246-7, (Trade paperback)